# Straßenwirtshaus (Kupferberg)
Straßenwirtshaus ist ein Wohnplatz der Stadt Kupferberg im Landkreis Kulmbach (Oberfranken, Bayern). Straßenwirtshaus zählt zum Gemeindeteil Kupferberg.

## Geografie
Die Einöde ist Haus-Nr. 31 und 31a der Ortsstraße Zum Straßenwirtshaus. Diese führt ca. 750 Meter südlich zum Stadtzentrum von Kupferberg.

## Geschichte
Straßenwirtshaus wurde 1800 erbaut. Es lag im Hochgerichtsbezirk des bambergischen Centamtes Marktschorgast. Das bambergische Kastenamt Stadtsteinach war Grundherr des Wirtshauses. Straßenwirtshaus gehörte zur katholischen Pfarrei St. Veit (Kupferberg). Bei der Vergabe der Hausnummern erhielt das Anwesen die Haus-Nr. 129 von Kupferberg. Zu dem Anwesen gehörte ein ca. 2000 m² großes Flurstück.
Der Ort wurde nur in einem Ortsverzeichnis des Jahres 1820 erwähnt.